# Colònia de Nova Geòrgia
La colònia de Nova Geòrgia fou un establiment colonial i avui dia una ciutat anomenada New Georgia al comtat de Montserrado, a Libèria que fou inicialment poblada per africans que havien estat rescatats de vaixells esclaus agafats o enfosos prop els Estats Units i llavors enviats a la costa de Libèria després de diversos anys.
El juliol de 1827 un vaixell va anomenar Norfolk va portar 131, 143 o 144 africans a Libèria des dels Estats Units, dels quals 78 era dones adult i altres onze o dotze era nenes per sota de deu anys. Cent vint d'aquelles persones havien estat trobades al vaixell d'esclaus "Antelope" quan va ser agafat a la costa de Florida el 1820. Havien estat retinguts a Geòrgia per set anys esperant el dictamen dels tribunals per resoldre el seu destí. Quan foren portats a Àfrica, després de ser mantinguts sota supervisió a Monròvia durant un cert temps, les persones de l'Antelope van ser establertes al llarg de Stockton Creek a l'illa de Bushrod aproximadament quatre milles més amunt del riu Mesurado de Monròvia. El poblament va ser anomenat Nova Geòrgia en record del seu lloc d'origen previ de set anys. Tot i que africans "rescatats" (persones agafades de vaixells esclaus per l'armada del EUA i vaixells patrulles anti-esclavistes) havien estat portats a Libèria anteriorment, cap restava encara allà quan les persones de l'Antelope van arribar. Molts, si no totes les persones trobades a l'Antelope el 1820 i portats a Libèria el 1827 al principi hi havien estat carregats en vaixells esclaus a Cabinda, i eren probablement Congos.
El març de 1830, els 92 homes africans que havien sobreviscut a l'enfonsament prop de Key Largo (Florida) el 1827 del vaixell d'esclaus Guerrero, van ser portats a Libèria des dels Estats Units i establerts a Nova Geòrgia Aquests homes eren majoritàriament igbos i "persas" o "pessas". Aproximadament 150 persones que havien estat alliberats d'estacions d'esclaus costaneres per amèrico-liberians també foren establerts a Nova Geòrgia.
A mitjans dels anys 1830, Nova Geòrgia va consistir en dues comunitats separades de Congos i Igbos sent el límit entre ambdues un petit rierol, tenint un total d'aproximadament 300 persones residents. Els africans "rescatats" de Nova Geòrgia es van casar entre ells i molts dels homes es van casar amb dones de tribus locals. Hi hi havia una escola pels nens, i la ciutat va ser descrita com sent d'un aspecte complaent. Les cases a Nova Geòrgia estaven envoltades per jardins verds i camps de fruites i la ciutat estava envoltada per camps on creixia el moresc, l'arròs, la mandioca i diverses verdures. Nova Geòrgia era un proveïdor important del mercat de Monròvia. Els homes de la ciutat serraven fusta i feien còdols. Les persones de Nova Geòrgia van prosperar, i va ser descrits com "els més contents i independents de la gent de qualsevol colònia." Nova Geòrgia és llistada com un dels poblaments que van formar la Commonwealth de Libèria en la Constitució de 1839. El 1878 un viatger va informar que aproximadament 500 persones vivien a Nova Geòrgia que ara, com a ciutat, cal anomenar New Georgia.
El 2009 un pont que connecta New Geòrgia amb Barnersville estava en construcció. El pont nou reemplaçarà un que va ser construït el 1992 amb propòsits militars per les forces de pau de la Comunitat Econòmica dels Estats Africans de l'Oest. El deteriorat pont hi havia estat tancat al trànsit de vehicle diversos anys abans i va col·lapsar el 2009. També des de 2009 una nova escola elemental operada per l'Església Metodista Unida estava en construcció a New Georgia.